# Enscape
Enscape es un programa informático comercial de renderización en tiempo real y realidad virtual. Se utiliza principalmente en arquitectura, ingeniería y otros campos de construcción. Está desarrollado y mantenido por Enscape GmbH, una empresa de Karlsruhe (Alemania) fundado en 2013 y con una oficina en Nueva York.

## Visión general
El foco principal de Enscape se sitúa en el cálculo de visualizaciones realistas de arquitectura con una baja complejidad operativa. Se aplica un método de cálculo en tiempo real para conseguir altas velocidades de iteración en el proyecto de planificación y reducir los tiempos de espera.
Enscape usa OpenGL 4.4 y Vulkan y proporciona representaciones fotorrealistas del modelo CAD o BIM subyacente. Con la ayuda de un procedimiento path-tracing y de modelos materiales basados en la física, se puede lograr una iluminación de aspecto realista.
Actualmente Enscape puede utilizarse como complemento de los siguientes programas de modelado:
- Revit
- SketchUp
- Rhinoceros 3D
- ArchiCAD
- Vectorworks

## Características especiales
- Enscape se basa en el motor de renderizado desarrollado por la propia empresa y optimizado para la visualización arquitectónica.
- Se utilizan tecnologías de renderizado controladas por la GPU para mostrar proyectos arquitectónicos de todos los tamaños sin pérdida de detalle (por ejemplo según su nivel de detalle (LOD))
- El trazado híbrido de rayos (hybrid ray tracing) se utiliza para simular físicamente la iluminación indirecta y su reflexión de forma correcta, combinando técnicas espaciales basadas en la imagen mostrada en pantalla, junto con estructuras de datos globales basadas en BVH (Bounding volume hierarchy).[4]
- Se pueden realizar cálculos de iluminación global de forma muy rápida y con gran independencia de la complejidad del proyecto.